# Escala de Ansiedad Social de Liebowitz
La Escala de Ansiedad Social de Liebowitz (LSAS, por sus siglas en inglés) es un cuestionario corto desarrollado en 1987 por Michael Liebowitz, psiquiatra e investigador de la Universidad de Columbia y del Instituto Psiquiátrico del Estado de Nueva York. Su propósito es evaluar el rango de interacciones y actuaciones sociales temidas por un paciente para ayudar al diagnóstico de trastorno de ansiedad social. Comúnmente se utiliza para estudiar resultados en ensayos clínicos y, más recientemente, para evaluar la efectividad de las terapias cognitivo conductuales. La escala presenta 24 ítems, divididos en dos subescalas: 13 relacionados con ansiedad por actuación y 11 concernientes a situaciones sociales.

## Historia
Fue originalmente conceptualizada para ser aplicada por médicos, pero, sin embargo, ha sido validada como una escala autoevaluable. Según Fresco et al. (2001), la LSAS demostró tener una «fuerte consistencia interna» y una «validez convergente» significativa y una fuerte correlación con otras escalas, como la Escala de Fobia Social y la Escala de Ansiedad ante la Interacción Social. Sin embargo, Zubeidat, Fernández Parra y Sierra (2006) señalan que la escala tiene dos inconvenientes: «Es posible que no constituya un buen instrumento de diagnóstico» y «se resalta el hecho de que no contenga ningún ítem que indagase sobre síntomas fisiológicos», usualmente manifestados en el trastorno.

## Evaluación
La escala está compuesta por 24 ítems divididos en dos subescalas, 13 concernientes a ansiedad por actuación y 11 pertenecientes a situaciones sociales. Los ítems se evalúan dos veces, primero en una escala Likert del 0 al 3 con base en el miedo o ansiedad experimentada durante las situaciones y una segunda ocasión con relación a la evitación de la situación.
Combinando el puntaje total obtenido en las secciones Miedo o Ansiedad y Evitación se obtiene hasta un máximo de 144 puntos. La versión aplicada por médicos contiene cuatro subescalas más: miedo por interacción social, miedo por actuación, evitación de la interacción y evitación de la actuación. Usualmente, la suma del total de temor y del total de evitación se utiliza para determinar el puntaje final. Las investigaciones apoyan al 30 como punto de corte, en donde el trastorno es poco probable. El siguiente punto de corte es 60, en donde el trastorno es probable. Los puntajes en este rango son típicos de personas que inician tratamiento para el tipo no generalizado del trastorno. Entre 60 y 90 puntos indican que la condición es muy probable. Este rango es típico para personas que inician tratamiento para el tipo generalizado. Más de 90 puntos indican que el trastorno es muy probable. En este rango, las personas sufren de una gran aflicción y dificultad para el funcionamiento social y por lo común se observa también en personas que inician tratamiento para el tipo generalizado.